# Les félins m'aiment bien
Les félins m'aiment bien est une pièce de théâtre, évoquant l'animalité dans l'homme. Elle a été publiée en 2004. C'est la première pièce  d'Olivia Rosenthal.

## Historique
Première pièce de théâtre  d'Olivia Rosenthal, elle a été publiée en 2004. Sa création a eu lieu en janvier 2005 au Théâtre Gérard Philipe de Saint-Denis dans une mise en scène d'Alain Ollivier,.

## La pièce

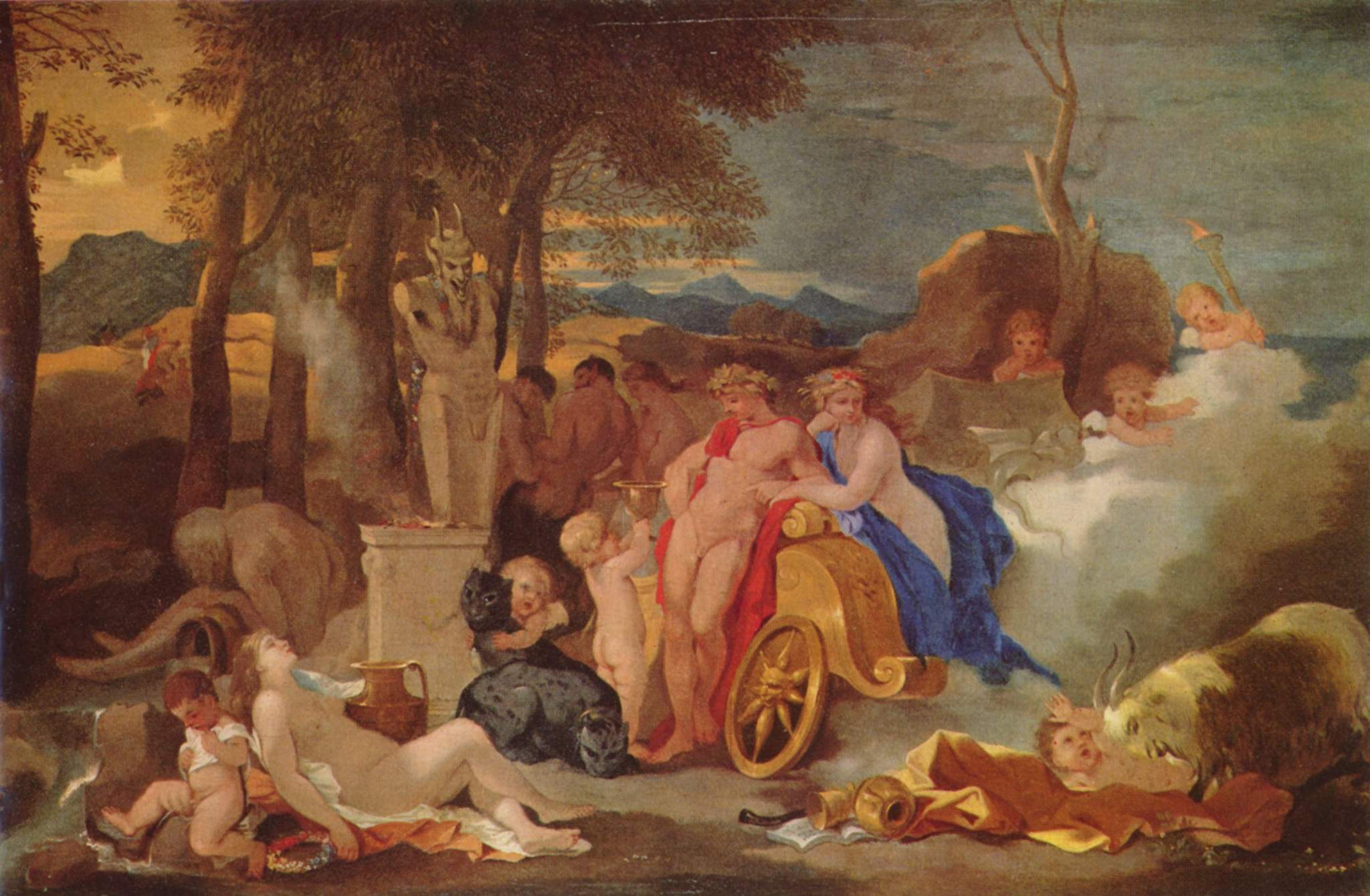
Bacchus et Cérès, nymphes et satyres, par Sébastien Bourdon (2e moitié du XVIIe siècle) (Une thématique que l'on retrouve dans Les Félins m'aiment bien d'Olivia Rosenthal)

Cette pièce évoque la question de l'animalité dans l'homme, de l'enfermement, de la dévoration amoureuse. Elle pose également la question de savoir ce qui se passe quand il n'y a plus de lois, quand on s'enferme dans sa communauté à l'écart de la société,.
Deux couples : Cérès et Roland, Marianne et Balthazar, sont isolés, loin du monde, dans un château. Il est question d'un puma qu'il ne faut pas lâcher, et d'une bestialité qui peut tout vaincre si on n'y met pas de frein. 
Lors de la création, les deux rôles principaux étaient tenus par : Valérie Crunchant (Cérès), et Florence Payros (Marianne). On retiendra notamment le face à face d'un érotisme pétillant entre Cérès (Valérie Crunchant) et son amant Roland (Régis Lux) déguisé en ours. Cette scène est selon le quotidien Libération un clin d'œil au film de Jean Renoir La Règle du jeu. 
Le reste de la distribution de Les félins m'aiment bien était la suivante : Balthazar était joué par Thomas Durand, Alix par Irina Solano et Nestor par Bruno Sermonne. La mise en scène était d'Alain Ollivier, au Théâtre Gérard-Philipe de Saint-Denis, et le décor de Daniel Janneteau,.

## Analyses
On trouve une analyse de la pièce « Les Félins m'aiment bien » dans la Quinzaine Littéraire du 16 au 31 janvier 2005 sous le titre « Cérès et l'ours ».
Par les thèmes abordés : la sexualité, l'animalité, l'absence de lois, l'enferment communautaire ; par la façon d'en parler dans une langue claire, précise, et rigoureuse, Les Félins m'aiment bien inaugure sans doute une nouvelle forme d'écriture dramatique pour le XXIe siècle. 
Dans le quotidien Libération du 27 janvier 2005 Olivia Rosenthal évoque ainsi sa pièce :
« C'est une pièce qui parle du désir, des choses bizarres qui se passent quand on désire quelqu'un, du risque que l'on court nécessairement à aimer l'autre. Faire l'amour avec quelqu'un, c'est accepter de se métamorphoser et de livrer l'autre à nos fantasmes. On le transforme, on l'imagine différent de ce qu'il est et ce fantasme participe du désir. Bref, faire l'amour avec l'autre, c'est mettre en danger son identité. Et ce danger est vital.»
Jean-Pierre Léonardini dans sa chronique théâtrale de L'Humanité (10 janvier 2005) insistait,  lors de la création, sur la sublimation du texte par les acteurs : «Régis Lux, dans une peau d’ours, doit mimer la copulation. Chapeau ! Thomas Durand joue Balthazar. Est-ce lui qui finit en festin ? Florence Payros, Valérie Crunchant et Irina Solano sont belles jusque dans l’invraisemblable. Pourquoi ?»